# أندريه كابرون
أندريه كابرون (بالفرنسية: André Capron)‏ ـ (ولد في 30 ديسمبر 1930) هو طبيب فرنسي، عضو بمعهد فرنسا منذ سنة 1988، ومفوض العلاقات الدولية بأكاديمية العلوم في الفترة من 2003 إلى 2007. حصل على جائزة الملك فيصل العالمية في الطب سنة 1990.
عمل كابرون رئيسًا لقسم علم المناعة بمستشفى ليل التعليمي (1970 ـ 2000)، وأستاذًا بجامعة ليل (1970 ـ 2000)، ومديرًا لمركز علم المناعة والبيولوجيا الطفيلية بمعهد باستير (1975 ـ 2001)، ومديرًا لمعهد باستير في ليل (1994 ـ 2000).